# Александра Саксен-Альтенбурзька
Александра Саксен-Альтенбурзька (нім. Alexandra von Sachsen-Altenburg), повне ім'я Александра Фредеріка Генрієтта Пауліна Маріанна Єлизавета Саксен-Альтенбурзька, після хрещення у православ'я Александра Йосипівна (рос. Александра Иосифовна, 8 липня 1830 — 6 липня 1911) — саксен-альтенбурзька принцеса з ернестинської гілки династії Веттінів, донька герцога Саксен-Альтенбургу Йозефа Георга та герцогині Амелії Вюртемберзької, дружина великого князя Костянтина Миколайовича, матір королеви Греції Ольги.

## Біографія
Александра народилась 8 липня 1830 року в Альтенбурзі. Вона була п'ятою дитиною та п'ятою донькою в родині спадкоємного принца Саксен-Альтенбурзького Йозефа Георга та його дружини Амелії Вюртемберзької. Невдовзі після її народження в країні почалися заворушення, що стали відгуком липневої революції у Франції. 14 вересня вони припинилися, коли Фрідріх Саксен-Альтенбурзький пообіцяв ввести у державі конституцію.
Коли дівчинці було чотири роки, помер її дід, і батько успадкував Саксен-Альтенбург, ставши правлячим герцогом. В родині, окрім Александри, зростали ще три донькиː Марія, Тереза та Єлизавета. Одна зі старших сестер, Поліна, померла до її народження, а молодша, Луїза, пішла з життя немовлям. Наставником дівчат був Карл Людвіг Ніцше.

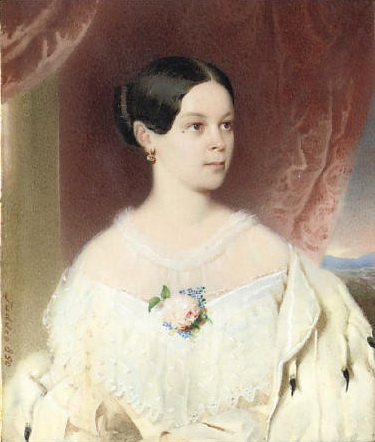
Александра Йосипівна на портреті Тадеуша Майєра, 1850

У 1846 році, навідуючи в Штутгарті сестру Ольгу, у замку Йозефа Альтенбурзького на кілька днів зупинився 19-річний великий князь Російської імперії Костянтин Миколайович. Цьому посприяла його тітка Олена, уроджена принцеса Вюртемберзька. Познайомившись з Александрою, Костянтин захопився її красою. Принцеса була високою, стрункою та привабливою. Маючи різні темпераментиː юнак був інтелектуальним і ліберальним, а дівчина — енергійною та консервативною, вони тим не менш знаходили спільні заняття і з задоволенням займалися музикою, граючи дуетом на фортепіано.
Пристрасно закохавшись у дівчину, росіянин написав батькамː «Вона або ніхто». Молоді люди доводились одне одному троюрідними братом і сестрою. Вони заручилися, однак мусили чекати ще два роки.
12 жовтня 1847 року принцеса прибула до Петербургу з великими урочистостями, на вулицях її вітав радісний натовп. Своїй майбутній свекрусі вона так нагадала втрачену доньку Александру, що на першій зустрічі та розридалася. Протягом наступного року принцеса вивчала російську мову, Символ Віри, православний катехізис та готувалась до миропомазання. 5 лютого 1848 року вона перейшла у православ'я з іменем Александра Йосипівна.
11 вересня 1848 у Зимовому палаці Петербургу відбулося весілля 18-річної Александри із 21-річним князем Костянтином. За два місяці в Альтенбурзі її батько був змушений зректися трону в ході революції того року, після чого тихо доживав свій вік у мисливському замку.
Юна княгиня проживала із чоловіком у Павловську, Стрельні та Мармуровому палаці, який на весілля подарувала їм імператорська пара. У Костянтинівському палаці в Стрельні у 1847—1851 роках відбувалась реконструкція, під час якої добудували балкони та створили домашню церкву. Павловський палац пара отримала у 1849 році від дядька Михайла Павловича. Згодом подружжя придбало ще палац в Ореанді у Криму.
Александра Йосипівна показала себе як прекрасна господиня. Допомагала створювати художникам «рай земний» у своєму маєтку. Сучасники згадували: «Її високість, проявляючи у всьому вишуканий смак, в короткий час встигла влаштувати справді чудове заміське місцеприбування».
Дуже полюбляла займатися музикою, складала бравурні марші. Йоганн Штраус навіть присвятив їй вальс «Олександра» та кадриль «Тераса Стрельни» — так надихнули його музичні вечори у великої княгині в Стрельні. Великий князь теж дуже добре грав на віолончелі, тому у них вдома часто складався маленький оркестр для музикування. Александра Йосипівна до 1909 року очолювала Імператорське Руське музичне товариство.
За кілька місяців після весілля княгиня завагітніла і на початку лютого 1850 року народила сина, який на честь діда отримав ім'я Миколай. Всього ж у подружжя було шестеро дітей. Александра Йосипівна по праву вважалась однією з перших красунь двору. Вона мала величезні блакитні очі, золотаве волосся, прямий ніс та красивий рот. Краса й елегантність принцеси справляли враження навіть на імператора — відомого поціновувача жіночої вроди. Розумом княгиня не відрізнялася, була схильна до містицизму, захоплювалася столоповертанням.

Фрейліна А. Ф. Тютчева писала про неї у 1854 роціː
«Велика Княгиня дивовижно красива та схожа на портрети Марії Стюарт. Вона про це знає та для посилення схожості вдягає туалети, що нагадують костюми королеви. Велика Княгиня не розумна, ще менш освічена та вихована, але в її манерах і тоні є весела, молода витонченість та добродушна розбещеність, що складають її красу і змушують поблажливо ставитися до нестачі в ній більш глибоких якостей. Її чоловік в неї дуже закоханий, а Государ до неї вельми розташований. Вона займає в родині положення пустотливого підлітка, і прийнято вважати кумедними всі її витівки і милими пустощами нетактовність та невміння тримати себе …»

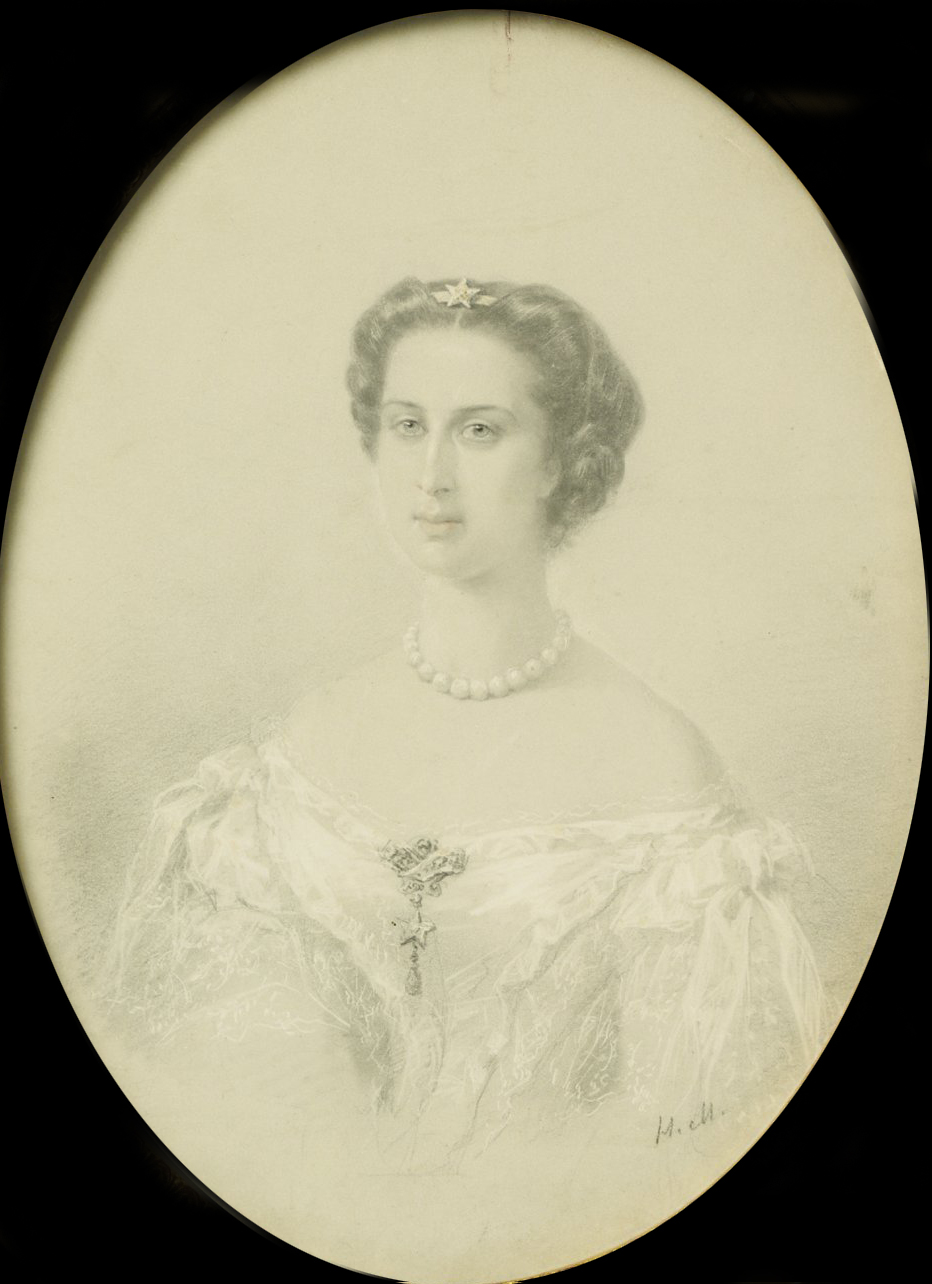
Портрет Александри між 1860 та 1870

Від 1852 року велика княгиня була дійсним членом ради Санкт-Петербурзького жіночого патріотичного товариства, завідувала Михайлівською приватною школою при цьому товаристві, забезпечувала повне утримання богадільні для жінок літнього віку в Москві. Товариство створювало загальнодоступні школи початкової освіти, відкривало майстерні, в яких вихованиці могли працювати по закінченні цих шкіл.
Окрім цього, велика княгиня чверть століття керувала Санкт-Петербурзькою радою дитячих притулків відомства установ імператриці Марії, будучи її головою. Саме з її ініціативи в притулках були введені нові навчальні програми, малювання, креслення, навчання ручній праці. Якщо після закінчення навчання вихованців не забирали рідні, то їм знаходили роботу в різних майстернях.
Заснувала фонд імені А. Г. Рубінштейна, з якого видавались посібники для найкращих учнів музичних училищ, які бажали продовжити свою освіту в консерваторії, а також для надання можливості випускникам-відмінникам консерваторії здійснювати закордонні подорожі з метою здобути популярність і познайомитись з найкращими закордонними артистами та для надання заохочення музичним артистам в самій Росії.
У жовтні 1858 року великий князь разом з дружиною та старшим сином вирушив у подорож Європою. Мандри тривали вісім місяців. Найважливішою частиною поїздки стали відвідини Святої землі. У 1859 році вони побували у Константинополі, де зустрілися з турецьким султаном. Абдул-Меджид I навіть запросив Александру подивитись його гарем.
У 1862—1863 роках Костянтин став намісником Царства Польського і родина проживала в Варшаві. Польськими націоналістами на нього був вчинений замах вже наступного дня після приїзду.
У 1864 році її старшого сина було вислано з Петербургу за крадіжку діамантів. Старша донька у 16-річному віці від'їхала до Греції, ставши дружиною короля Георга I. Молодша, ще від 1863 року, проживала у Вюртемберзі, де її лікували від нервового розладу.

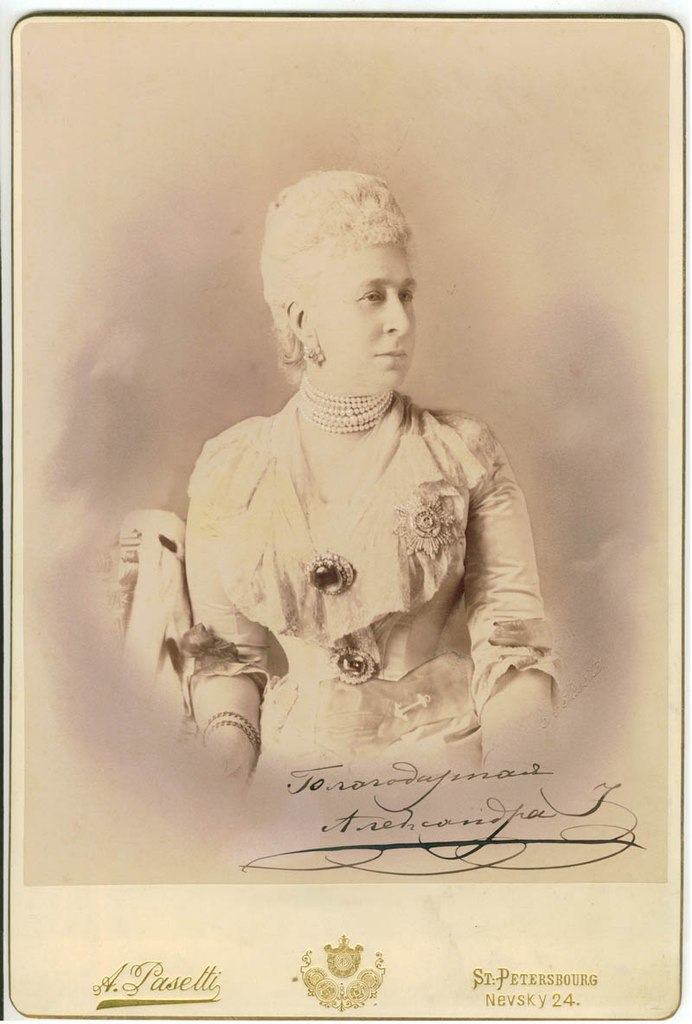
Александра Йосипівна у 1890-ті

У 1868 році Александра Йосипівна заснувала в Павловську школу для бідних дівчат у віці від 6 до 10 років в пам'ять про імператрицю Марію Федорівну та інших членів дому Романових.
Під час Російсько-турецької війни 1877—1878 років стала почесним попечителем Кронштадтської громади сестер милосердя Товариства Червоного Хреста, аби «введенням в Кронштадтський морський шпиталь сестер милосердя сприяти заспокоєнню хворих і поранених, які мали бути поміщеними в цей госпіталь».
У 1881 році взяла під своє заступництво приватну лікарню для приходящих бідних хворих, засновану лікарями «В пам'ять 25-річчя царювання в Бозі покійного Государя імператора Олександра Миколайовича».
У червні 1889 року з її чоловіком трапився удар, після якого той залишився частково паралізованим. Александра Йосипівна доглядала чоловіка до самої його смерті у січні 1892 року.
Була хранителькою традицій династії та суворого дворового етикету, користувалася повагою всіх правителів, за яких їй довелося жити в Росії. В родинному колі її називали «тітка Санні».
До кінця життя майже втратила зір, від 1903 року безвиїздно жила у Мармуровому палаці, де й померла за два дні до свого 81-ліття. Згідно бажання, велику княгиню поховали у Петропавлівській фортеці поруч із чоловіком.
Через свою доньку Ольгу є прапрабабкою спадкоємця британського престолу принца Чарльза.

## Твори
- Письма с востока к моим родным, 1859[11]

## Родина

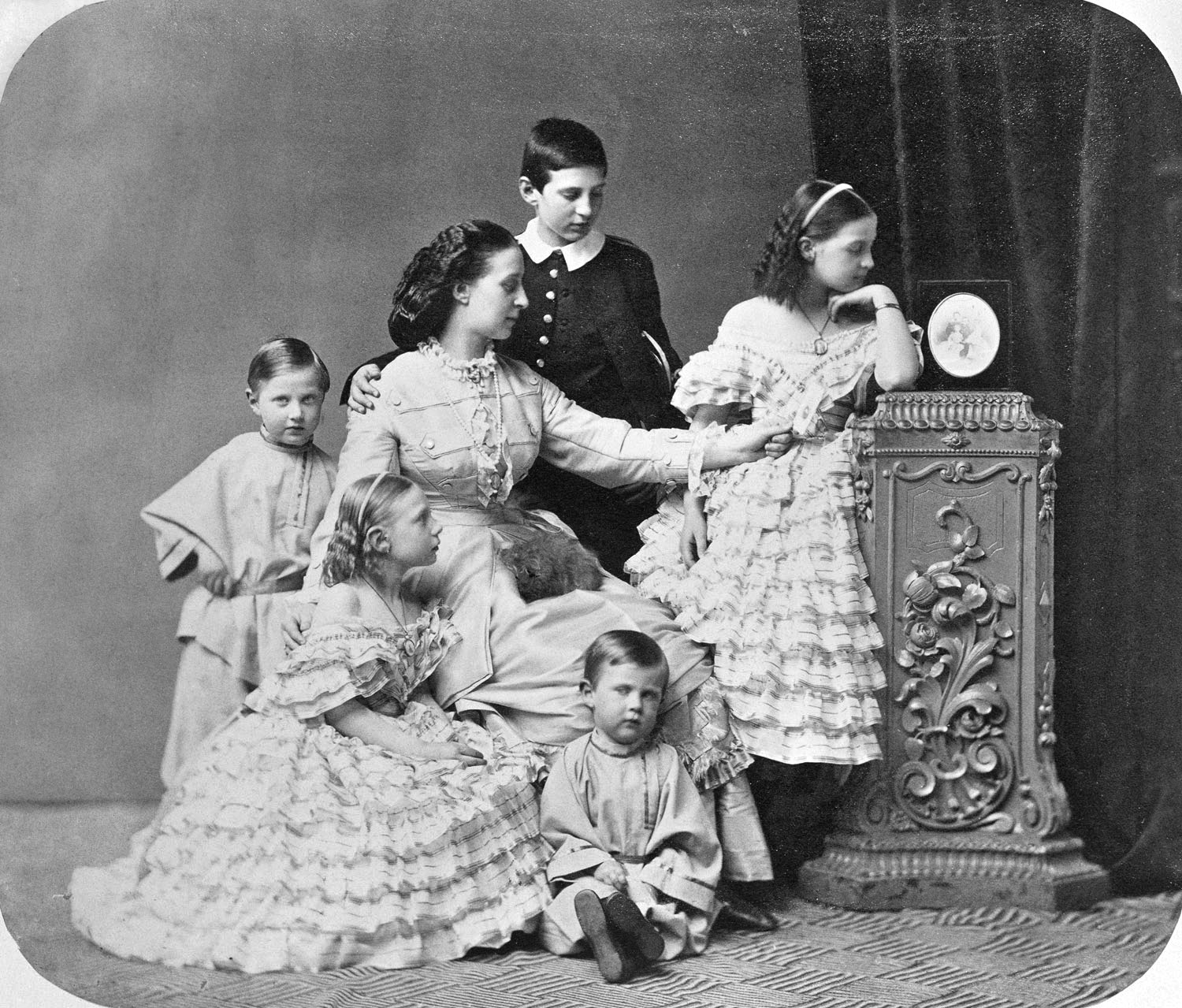
Александра з дітьми близько 1863

Чоловік — Костянтин Миколайович
Діти:
- Микола (1850—1918) — з 24 років перебував у засланні, був одруженим з Надією Дрейєр, мав двох синів у шлюбі і кількох позашлюбних дітей;
- Ольга (1851—1926) — дружина короля Греції Георга I, мала восьмеро дітей;
- Віра (1854—1912) — дружина герцога Вюртемберзького Євгена Августа, мала трьох дітей;
- Костянтин (1858—1915) — генерал від інфантерії, президент Імператорської Санкт-Петербурзької академії наук, був одружений з Єлизаветою Саксен-Альтенбурзькою, мав дев'ятеро дітей;
- Дмитро (1860—1919) — одружений не був, дітей не мав, розстріляний більшовиками;
- В'ячеслав (1862—1979) — одружений не був, дітей не мав, помер у віці 16 років.